# Dassault Super-Étendard
De Dassault-Bréguet Super-Étendard is een aanvalsjager van Dassault Aviation. Oorspronkelijk werd hij ontwikkeld ter vervanging van zijn voorganger de Dassault Étendard IV. Ook dit type is geschikt voor operaties vanaf vliegdekschepen van de Franse marine-luchtvaartdienst (Aéronavale). Er werden 75 stuks besteld om dienst te doen bij de Aéronavale; hiervan gingen in de loop der tijd zeven verloren ten gevolge van ongevallen en werd er een neergeschoten tijdens operaties boven Bosnië.
Voor groot onderhoud of andere operationele reden worden de toestellen tijdelijk gelegerd op de vliegbases Landivisiau en Hyères.
Het toestel is eveneens operationeel bij de Argentijnse marine. Deze bestelde er veertien stuks van, samen met de speciaal voor dit toestel ontwikkelde Exocet-antischeepsraket, nadat de Verenigde Staten weigerden om hun verouderde A-4 Skyhawks aan Argentinië te verkopen. Een klein aantal heeft voor de Iraakse luchtmacht gevlogen tijdens de Irak-Iranoorlog.

## Ontwikkeling

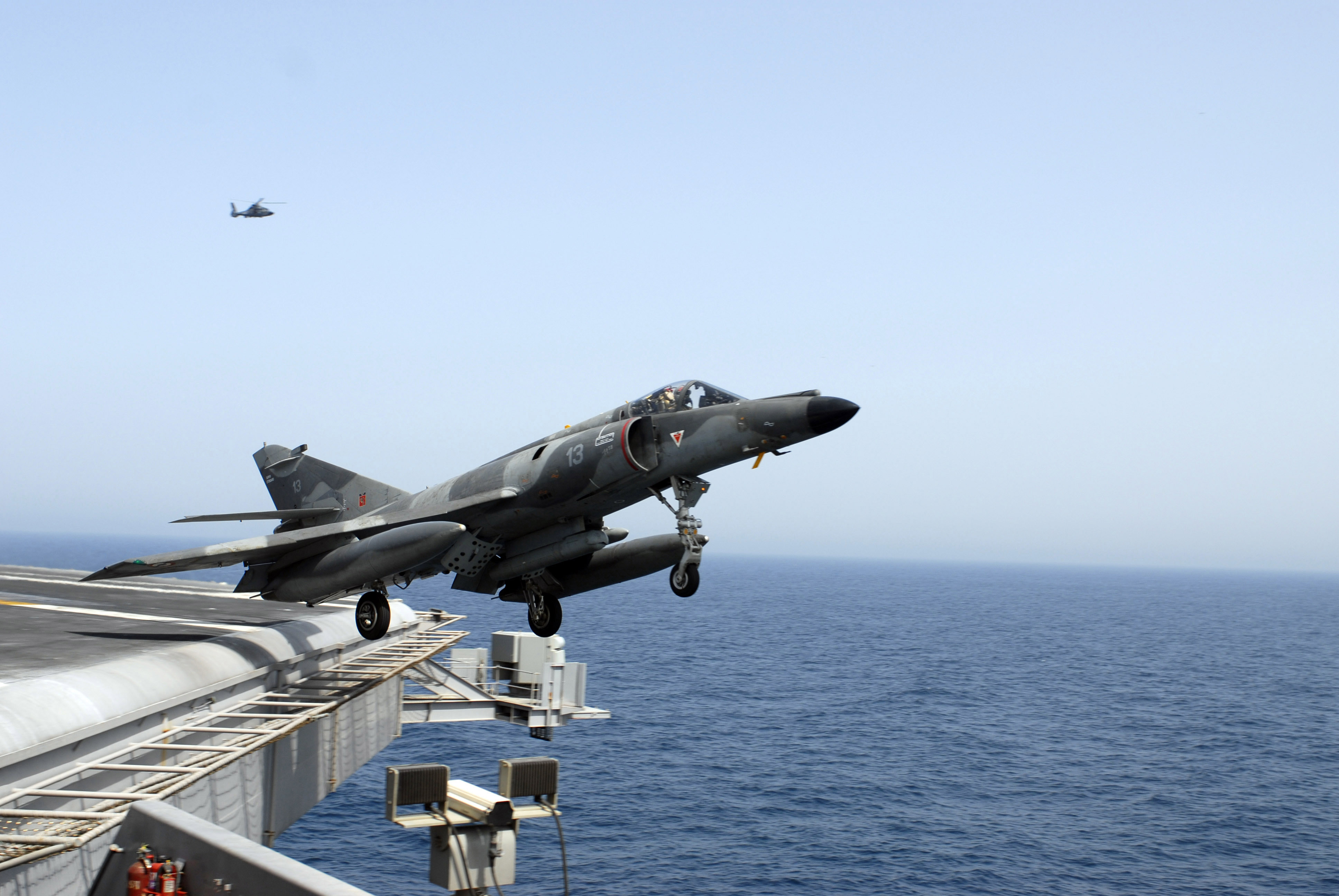
Een Franse Super-Étendard stijgt op vanaf het vliegdekschip MN Charles de Gaulle.

De Super-Étendard is gebaseerd op de Dassault Étendard IV. Toen de Franse marine in de jaren 1960 naar een geschikte opvolger zocht voor de verouderde Dassault Étendard IV en de Vought F-8 Crusader, ontwierp de Franse ontwerper Dassault de Super-Étendard, een sterkere en geperfectioneerde doorontwikkeling van de Étendard IV, met een speciaal voor dit toestel ontwikkeld wapensysteem, de AM-39 Exocet-antischeepsraket. Ook is de Franse versie van de Super-Étendard in staat tot het afwerpen van de nucleaire Air Sol Moyenne Portee (ASMP)-raket; de Argentijnse toestellen hebben deze techniek niet.
Het prototype vloog voor het eerst op 28 oktober 1974. De Franse Aéronavale bestelde 80 stuks die vanaf 1978 geleidelijk werden ingevoerd. Toestellen uit de eerste productieseries vlogen voor het eerst in november 1977. De eerste Super-Étendard-marine-eenheden werden operationeel in juni 1979.

## Super-Étendard Modernisé

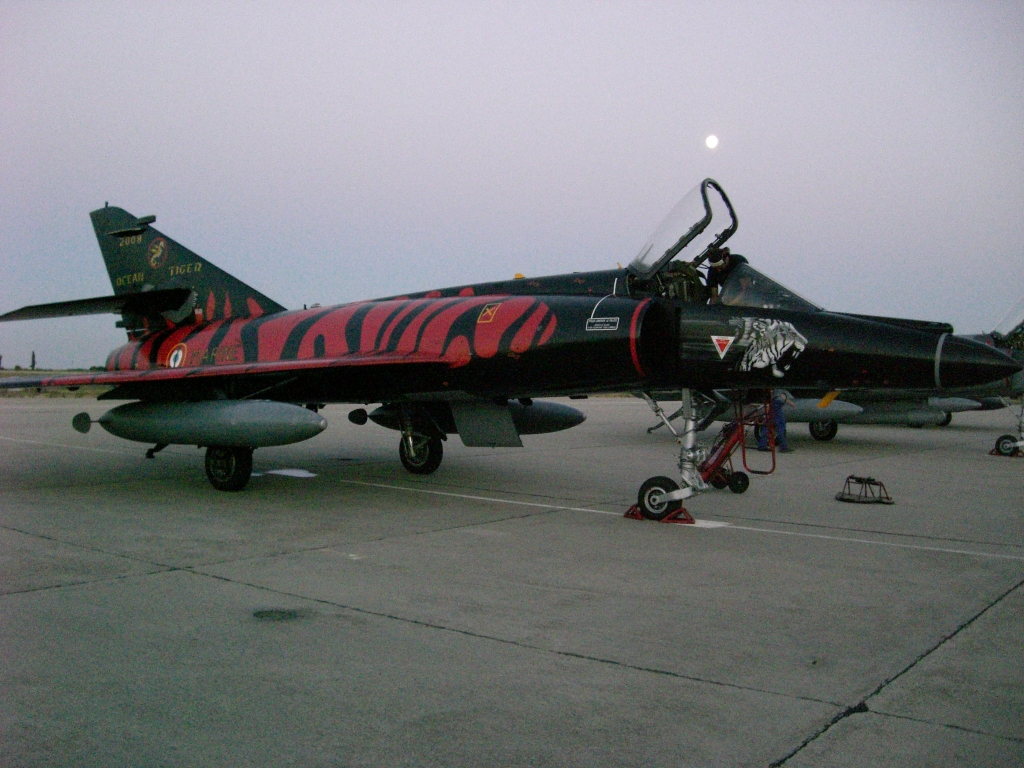
Franse Super-Étendard SEM Aéronavale 11 Flottille in Tiger Meet-configuratie, 2008.

Om een langer gebruik van deze toestellen mogelijk te maken werd in 1986 de Super-Étendard Modernisé (SEM) ontwikkeld. Dit toestel werd uitgerust met een nieuwe Anemone-radar, een digitale cockpit en een verbeterde zitplek voor de piloot. Ook was dit toestel geschikt om de nucleaire ASMP-raket te vervoeren. De eerste SEM werd in 1993 operationeel en de laatste van de serie in 1998.
In 1997 werd de eerste SEM Standard 3 gecertificeerd; dit betekende dat het toestel geschikt was gemaakt voor gebruik van de nieuwe Atlis laser designator. En snel daarop volgde de upgrading naar Standard 4 het geschikt maken voor gebruik van de CRM 280-verkenningspod en het voorzien van een nieuw eigen afweersysteem tegen raketten.
Een Standard 5-certificering was voor 2007 voorzien; naast een totaal nieuwe automatische piloot en een ander ECM-systeem werd het toestel ook geschikt gemaakt voor het Thales Damocles-systeem, waarmee nachtelijke operaties extra worden ondersteund.

## Inzet

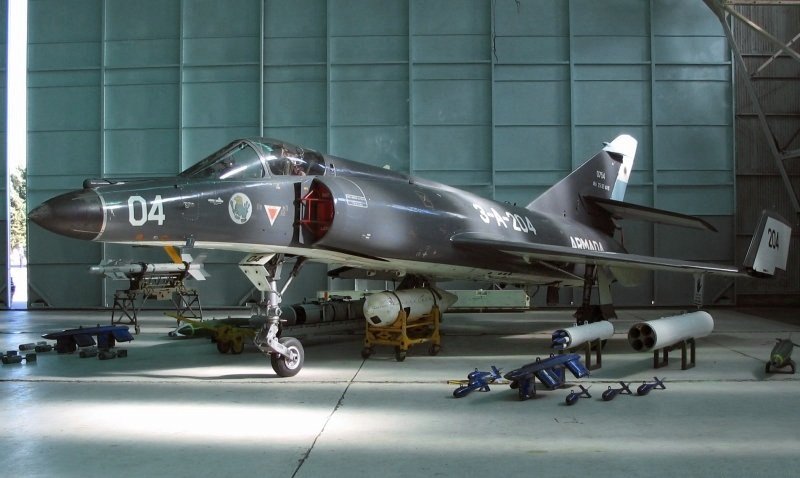
Argentijnse Super-Étendard.

De Argentijnse Super-Étendards opereerden succesvol tegen de Britse marine gedurende de Falklandoorlog. Zij brachten twee Britse schepen met Exocets tot zinken en beschadigden een derde.
In 1983 werden vijf Super-Étendards tijdelijk aan Irak geleverd terwijl Irak op zijn bestelde Dassault Mirage F1's wachtte. Ook deze toestellen opereerden succesvol met Exocets tegen Iraanse tankers.
In 1991 waren de verouderde Étendard IVM's uitgefaseerd bij de Franse Aéronavale en de nu operationele Super-Étendards kregen upgrades waarmee voor deze toestellen het afwerpen van de laatste generatie lasergeleide bommen mogelijk werd. Deze toestellen, de Super-Étendard Modernisé (SEM), namen in 1999 succesvol deel aan de NAVO-operaties boven Kosovo en vlogen meer dan 500 gevechtsmissies. Ook vloog dit type missies gedurende Operatie Enduring Freedom in Afghanistan.
In juni 2024 heeft Argentinië bekendgemaakt vijf Super-Étendards aan Oekraïne te schenken.

## Uitfasering
De Super-Étendards werden van 2006 tot 2012 uitgefaseerd bij de Franse Aéronavale. Vanaf 2007 werden de ASMP-missies met dit toestel daarom overgedragen aan een extra Dassault Mirage 2000N-squadron van de Franse Armée de l'Air. Sinds 2012 is de ASMP-taak weer terug naar de Aéronavale bij de activering van een nieuw Dassault Rafale M-squadron.